# Isabel Serra
Isabel Serra Sánchez (Madrid, 15 de agosto de 1989), más conocida como Isa Serra, es una política española, exdiputada y portavoz de Podemos en la Asamblea de Madrid, partido del que es coportavoz nacional. En la actualidad es diputada del Parlamento Europeo por Podemos. 

## Biografía
Nacida el 15 de agosto de 1989 en Madrid. Es hija de Fernando Serra y hermana de Clara Serra, exdiputada en la Asamblea de Madrid por Podemos y Más Madrid.
Estudió la carrera de Filosofía y posteriormente un máster en Economía internacional y Desarrollo en la Universidad Complutense de Madrid. Participó en el movimiento estudiantil contra el Proceso de Bolonia durante sus años de universidad y fue fundadora del colectivo Juventud Sin Futuro, además de participante en el 15M. Militó en Anticapitalistas entre los años 2010 y 2018.
En 2013, apareció en el cuarto episodio de la primera temporada de la serie documental Vice Chinese Cock-block & European Meltdown (Cortando el rollo en China y crisis europea) de la cadena estadounidense HBO. En dicho episodio se podía ver a Serra y otros jóvenes realizando pintadas y saboteando cajeros de entidades bancarias. El documental está disponible en acceso abierto en el portal de vídeos Youtube.
Participó en Podemos desde sus inicios en 2014 en el Teatro del Barrio, y fue firmante del manifiesto «Mover ficha» con el que se lanzó esta iniciativa en enero del año 2014. En ese mismo año fue integrante de la lista a las elecciones europeas del partido. Forma parte de la dirección política autonómica desde 2015.
Candidata por Podemos en las elecciones a la Asamblea de Madrid de 2015, fue elegida diputada de la X legislatura de la cámara, en la que desempeñó la vicepresidencia de la Comisión de Políticas Sociales y Familia y la portavocía de la Comisión de Juventud.

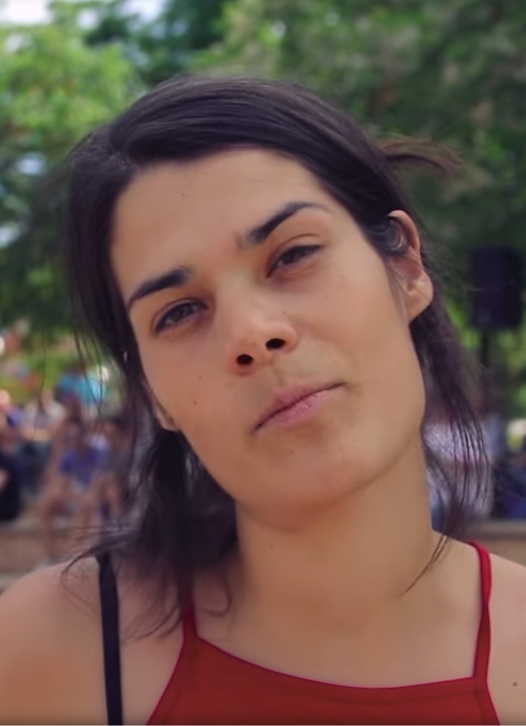
Serra en 2016

Abanderada en Madrid de la facción anticapitalista dentro del partido, fue candidata en las primarias a la secretaría general de Podemos Madrid de diciembre de 2017, donde fue derrotada por la candidatura oficialista del ex-JEMAD Julio Rodríguez.
En 2018 se le imputó un delito de desórdenes públicos, como participante de una manifestación antidesahucios en 2014. En febrero de 2018 decidió, en una carta remitida al Tribunal Superior de Justicia de Madrid, solicitar la revocación de su aforamiento, al que tiene derecho como diputada, de cara a afrontar el proceso judicial, si bien, al ser los hechos imputados anteriores a su condición de diputada, el aforamiento no tendría efecto..
El 27 de abril de 2018 anunció su baja de la formación Anticapitalistas por «discrepancias con algunas decisiones políticas y estratégicas».
En marzo de 2019 anunció en un acto celebrado en Vallecas su intención de concurrir a las primarias de Podemos para determinar la cabeza de la lista del partido de cara a las elecciones a la Asamblea de Madrid de 2019. Elegida en el proceso interno, se presentó a los comicios como cabeza de la lista de Unidas Podemos-Izquierda Unida-Madrid En Pie, que obtuvo 7 escaños.
El día 11 de julio de 2019, se anunció que el Tribunal Superior de Justicia de Madrid la investigaría por el supuesto delito de desórdenes públicos acontecido en el año 2014.
El día 22 de abril de 2020 el Tribunal Superior de Justicia de Madrid (TSJM) la condena a un año y siete meses de prisión, por los delitos de atentado a la autoridad, lesiones leves y daños a raíz de una agresión a varios agentes de la autoridad.
En el fallo, la Sala le impone una multa de 2400 euros y 19 meses de inhabilitación.
Desde junio de 2019 a mayo de 2021 fue portavoz del grupo parlamentario Unidas Podemos Izquierda Unida Madrid en Pie (Podemos - Izquierda Unida - Anticapitalistas - Bancada Municipalista - Madrid En Pie) y de mayo a junio de 2021 del grupo parlamentario Unidas Podemos (Podemos - Izquierda Unida) en la Asamblea de Madrid.
El 5 de julio del mismo año el Tribunal Supremo confirmó su condena a 19 meses de prisión y otros tantos de inhabilitación especial para el derecho de sufragio pasivo. Serra anunció poco después que apelará al Tribunal Constitucional y, en última instancia, recurrirá la sentencia ante el Tribunal de Derechos Humanos de la Unión Europea. Finalmente el Tribunal Supremo afirmó que hubo <<un error en relación a la pena accesoria de inhabilitación especial para el derecho de sufragio pasivo, en el sentido de que se acuerda respecto de la misma su suspensión por el plazo de tres años>>.
Trabajó como asesora en el Ministerio de Igualdad.Se presentó en la candidatura de Podemos para las elecciones al Parlamento Europeo de 2024 en España, obteniendo su escaño de eurodiputado.

### Eurodiputada (2024-)
Se presentó en la candidatura de Podemos para las elecciones al Parlamento Europeo de 2024 en España, obteniendo su escaño de eurodiputada.
En febrero de 2025, viajó a El Aaiún, capital de Sahara Occidental, junto a otros eurodiputados para verificar que los acuerdos agrícolas entre Marruecos y la Unión Europea no expoliaban los recursos naturales saharauis, según reciente sentencia del Tribunal de Justicia de la Unión Europea (TJUE). Al llegar, fueron retenidos en el aeropuerto por personal marroquí no identificado, por lo que tras la liberación tuvieron que volar a Canarias.